# Aljaž Pegan
Aljaž Pegan (né le 2 juin 1974 à Ljubljana) est un gymnaste slovène.

## Palmarès

### Championnats du monde
- Debrecen 2002
  -  médaille d'argent à la barre fixe

- Melbourne 2005
  -  médaille d'or à la barre fixe

- Aarhus 2006
  -  médaille d'argent à la barre fixe

- Aarhus 2007
  -  médaille d'argent à la barre fixe

- Londres 2009
  - 5e à la barre fixe

### Championnats d'Europe
- Brême 2000
  -  médaille de bronze à la barre fixe

- Ljubljana 2004
  -  médaille d'or à la barre fixe

- Amsterdam 2007
  -  médaille d'argent à la barre fixe

- Birmingham 2010
  - 8e à la barre fixe